# Прончищев, Афанасий Осипович
Афанасий Осипович Прончищев (ум. 30 декабря 1660) — думный дворянин, посол, воевода.

## Биография

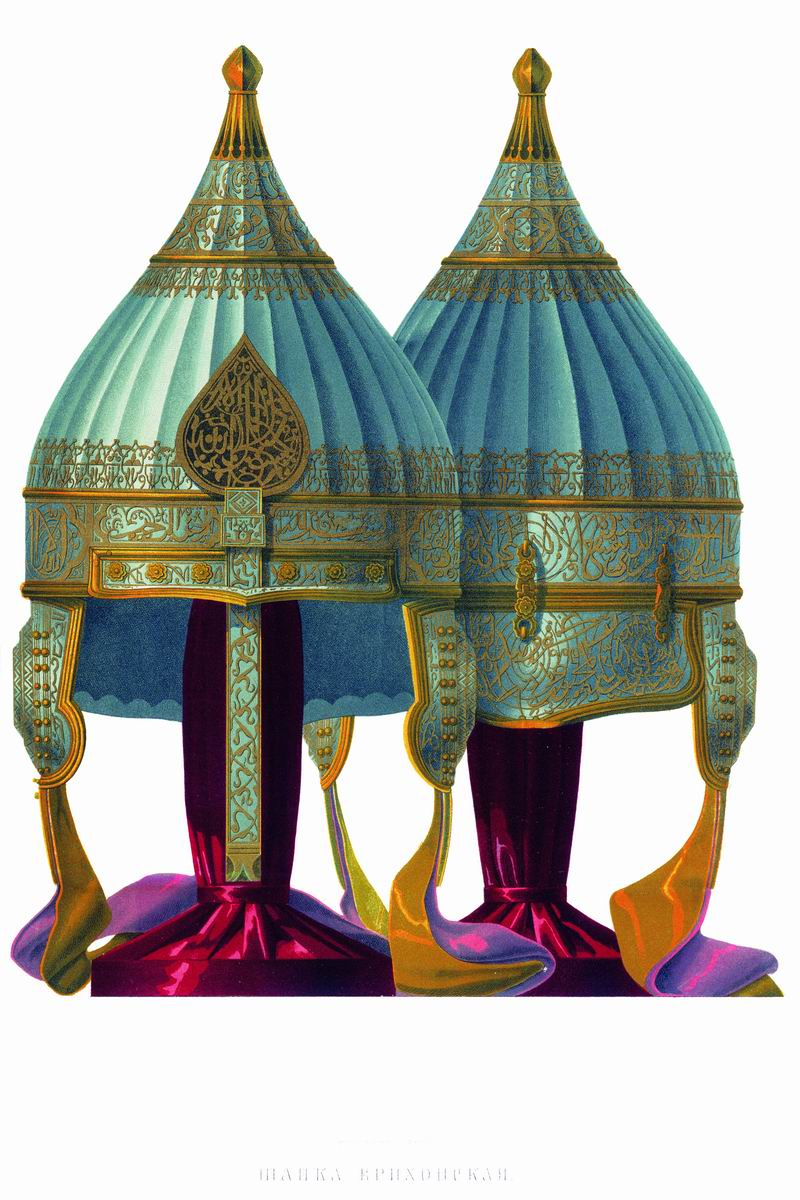
Шапка ерихонская Прончищева

Упоминается в окладной книге 1616 года, а затем, как московский дворянин в боярской книге под 1625—1626 годами. 11 февраля 1628 года назначен «укладчиком» для царских походов.
В 1632 году, когда началась война с Польшей, он с дьяком Бормосовым 9 июля отправлен в Константинополь с поручением побудить султана к войне с Польшей. Кроме того, ему было велено сообщить султану о предложении государя отправить своих послов в Персию для примирения шаха с султаном, под условием, что султан будет стоять с «Царским Величеством за одно» против польского короля. В Константинополе Прончищеву и T. Бормосову пришлось прожить всю зиму и только весной визирь объявил, что будет склонять к этому султана, а перед их отъездом даже было объявлено о последовавшем султанском распоряжении. Перед отправлением послов пришло известие о нападении Донских казаков на Малоазиатский берег. Задержанные и призванные к великому визирю для допроса послы, убедили его, что это, вероятно, были запорожские казаки, а не донцы, находившиеся в подданстве России. Визирь поверил и послы были отпущены. Однако вскоре судьба подвергла их ещё большей опасности: буря, поднявшаяся на их пути, пригнала корабли как раз к Малоазиатскому берегу, где население, озлобленное на русских за опустошение казаками этого берега, чуть не убило послов. Само послание было безрезультатным, так как визирь не выполнил обещания.
В 1635 году Прончищев с дьяком Иваном Патрикеевым назначен воеводой на Вагу, где пробыл 2 года. Во время управления областью Прончищев, как воевода, со своим дьяком допускал злоупотребления и взяточничество. В 1638 году он был на службе в Туле, причём находился в числе дворян, которые должны были «ездить за боярином» — воеводой князем Алексеем Михайловичем Львовым.
В августе 1640 года на съезд с польскими комиссарами для размежевания спорных пограничных земель, в качестве межевых судей послан стольник князь Д. Щербатов, а с ним Прончищев и дьяк Н. Талызин, однако съезд прошёл безрезультатно. В 1642 году съезды должны были возобновиться, 19 июня в Москву прибыл гонец с известием о назначении в три различные места польских межевых комиссаров. Прончищев и на этот раз был назначен межевым судьей к Великим Лукам, но споры и в этом году не привели ни к каким результатам, так как польские комиссары не соглашались ни на какие уступки и выставляли высокие требования. Попытки к размежеванию тянулись 30 лет, и только в 1648 году русским послам (в их числе был и А. О. Прончищев), съехавшимся в Великолукском уезде, удалось закончить размежевание с польскими комиссарами.
В 1642 году Прончищев участвовал на Земском соборе по вопросу об Азове и подписался под соборной грамотой (3 января), со званием дворянина. В 1649 году Прончищев был отправлен в товарищах с Борисом Ивановичем Пушкиным послом в Швецию.

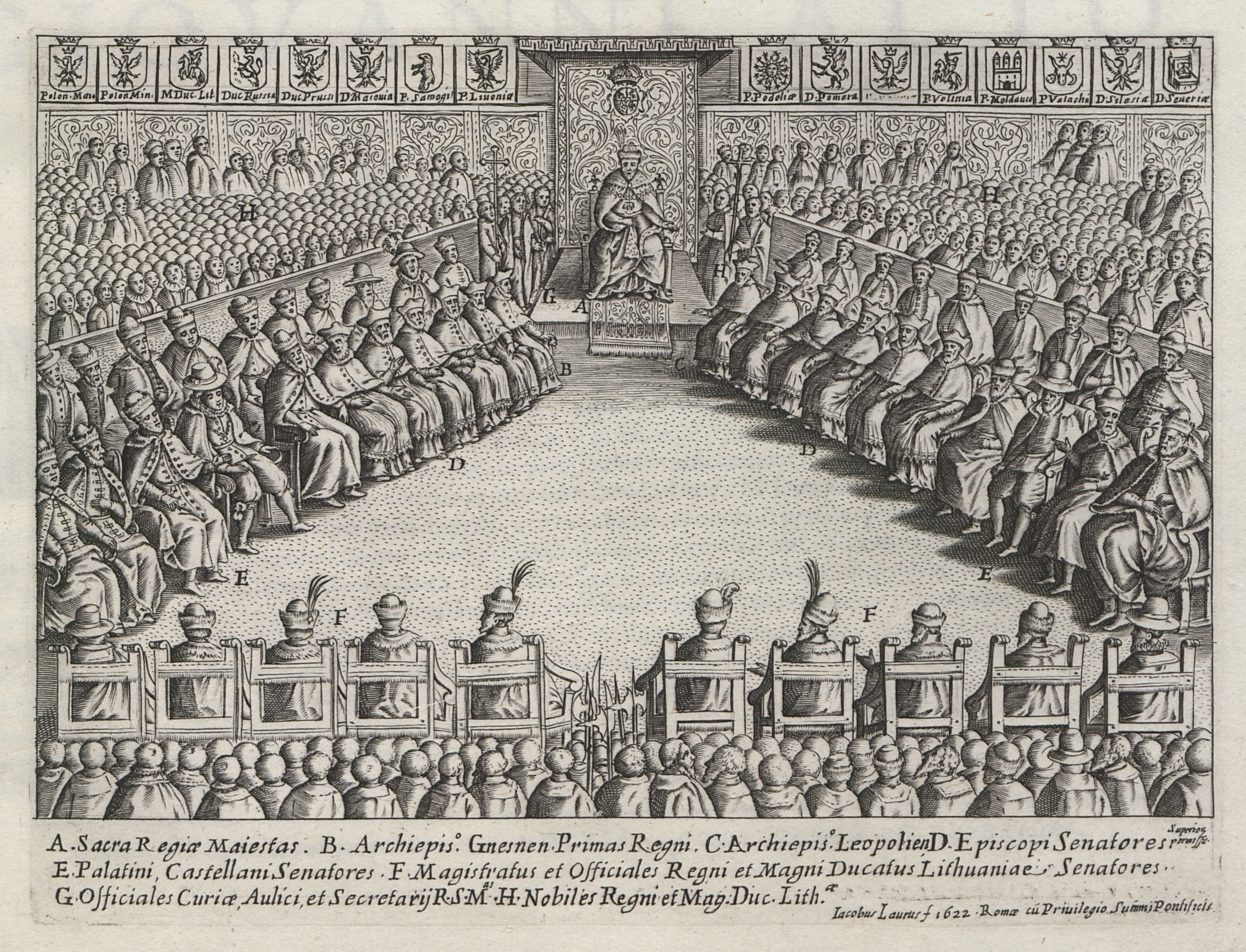
Сейм Речи Посполитой

В июле 1651 года государь отправил к польскому королю в Варшаву гонца с жалобой как на умаление государева титула, которое только что допустило бывшее в Москве королевское посольство, так и на другие неправды с его стороны, а также на невыполнение некоторых условий договора. Незамедлительного ответа на это не последовало, однако король в конце года прислал гонца с просьбой назначить на предстоящий (1652 год) сейм русское посольство ввиду того, что только на сейме будет возможно провести следствие и если окажутся виновные, то наказать их. В ответ на это 12 января 1652 года отправил дворянина А. О. Прончищева. Товарищем к нему был назначен известный дьяк Алмаз Иванов, неоднократно бывший с разного рода дипломатическими поручениями в Польше. Послам было поручено не только добиться от сейма наказания виновных в оскорблении государевой чести, но и заключить договора о союзе против крымцев, об украинских казаках, о перебежчиках и о самозванце Анкудинове. Всё закончилось безрезультатно, так как послы не могли говорить о прочем, не добившись решения по главному вопросу, т. е. об умалении титула. Главной причиной провала стало чрезмерное желание Прончищева добиться смертной казни трёх знатнейших вельмож государства, считая их главными виновниками. Сейм не согласился и отказал Прончищеву.
Когда в ноябре 1653 года узнали, что в Москву к государю едет внук грузинского царя Теймураза, царевич Николай Давидович со своей матерью царицей Еленой Леонтьевной, то государь отправил им на встречу в Нижний Новгород несколько лиц, в числе которых был Прончищев и его сын.
2 февраля 1654 года он пожалован из дворян в думные дворяне, а в 1655 году снова был в «приставах» — на этот раз при Антиохийском патриархе Макарии III, бывшем долгое время в гостях у государя в Москве. Со времени жалования в думные дворяне, Прончищев неоднократно заседал с другими думными людьми при «ответе у бояр» различных посланников в посольской избе и таким образом принимал участие в дипломатических переговорах с ними.
А. О. Прончищев имел обширное владение в районе Черемушек и Котлов.
Скончался Афанасий Прончищев 30 декабря 1660 года.
Его сын Иван Афанасьевич и внук Пётр Иванович были русскими послами в Швеции.